# Dave Cowart

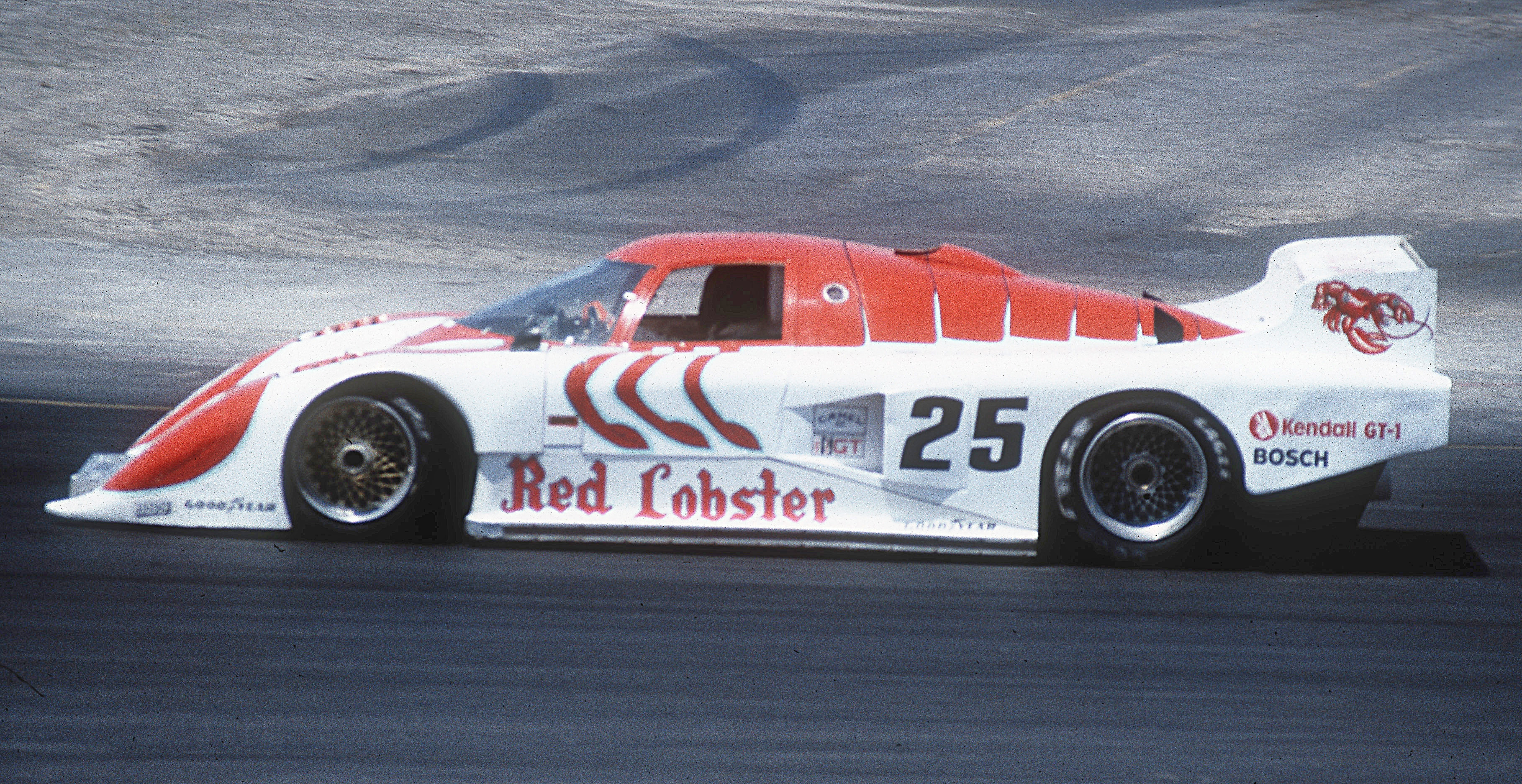
Der March 83G von Kenper Miller und Dave Cowart beim IMSA-GTP-Rennen in Sears Point 1983

Joel David „Dave“ Cowart (* 3. September 1941 in Tampa) ist ein ehemaliger US-amerikanischer Autorennfahrer und Rennstallbesitzer.

## Karriere als Rennfahrer
Dave Cowart begann seine Karriere als Fahrer in den 1970er-Jahren. Bekannt wurde er als Sportwagenpilot in den Rennserien der IMSA. Cowart konnte zwar nie einen Gesamtsieg feiern, sechsmal wurde als Gesamtzweiter abgewinkt. Allerdings gelangen ihm 16 Klassensiege. 1981 gewann er die Gesamtwertung der GTO-Klasse in der neuen IMSA-GTP-Serie. Schon 1978 konnte er sich diese Jahreswertung sichern. Damals lief die Serie noch unter der Bezeichnung IMSA-GT-Serie.
Cowart hatte in seiner Karriere wenige Teamkollegen; bei den meisten Rennen ging er mit seinem langjährigen Freund Kenper Miller an den Start, mit dem ihm eine lange Freundschaft verband und mit dem er ein eigenes Rennteam betrieb.
Auf die Initiative von Dave Cowart und Charles Mendez geht die Rückkehr des 12-Stunden-Rennens von Sebring unter das Dach des internationalen Motorsportverbandes Fédération Internationale du Sport Automobile zurück. 1973 hatte die Rennveranstaltung diesen Status verloren und mit der Austragung 1978 wiedererlangt.

## Red Lobster Racing
1980 legten Cowart und Miller ihre Rennaktivitäten in einer gemeinsamen Rennmannschaft zusammen. Sie erwarben einen Pro-Car-BMW M1 und ließen diesen so umbauen, dass der Wagen dem GTO-Reglement der IMSA entsprach. Als Sponsor konnte die 1968 gegründete Sea-Food-Kette Red Lobster gewonnen werden. Der Einstieg von Red Lobster war ungewöhnlich, da Sponsoring im US-amerikanischen Motorsport traditionellerweise aus der Automobilindustrie, deren Zulieferern, von Brauereien und aus der Tabakindustrie kam. Obwohl das Team in den drei Jahren der Partnerschaft keinen Gesamtsieg erringen konnte, wurde die Sponsortätigkeit vom Red-Lobster-Vorstand als Erfolg gewertet.
1981 dominierte das Team mit dem BMW allerdings die GTO-Klasse und blieb bei 16 Renneinsätzen zwölfmal siegreich. Ende des Jahres wurden die beiden Piloten und ihr Wagen vom damaligen Vorstandsvorsitzenden der BMW AG, Eberhard von Kuenheim, nach München eingeladen und bei einer Veranstaltung geehrt. Es war der erste Erfolg eines BMW im nordamerikanischen Motorsport. Auf den M1 folgten in den folgenden Jahren die beiden March-IMSA-Prototoypen 82G und 83G.

## Statistik

### Le-Mans-Ergebnisse
| Jahr | Team                  | Fahrzeug     | Teamkollege   | Teamkollege | Platzierung | Ausfallgrund |
| ---- | --------------------- | ------------ | ------------- | ----------- | ----------- | ------------ |
| 1982 | Bob Akin Motor Racing | Porsche 935L | Kenper Miller | Bob Akin    | Ausfall     | kein Benzin  |

### Sebring-Ergebnisse
| Jahr | Team                   | Fahrzeug            | Teamkollege    | Teamkollege         | Platzierung | Ausfallgrund |
| ---- | ---------------------- | ------------------- | -------------- | ------------------- | ----------- | ------------ |
| 1976 | Charles Mendez         | Porsche 911T        | Charles Mendez |                     | Rang 12     |              |
| 1977 | Morrison’s Inc.        | Porsche Carrera RSR | Charles Mendez |                     | Rang 10     |              |
| 1978 | Morrison’s Inc.        | Porsche Carrera RSR | Nick Craw      | Joe Castellano      | Ausfall     | Aufhängung   |
| 1979 | Morrison’s             | Porsche Carrera     | Kenper Miller  | David McClain       | Rang 14     |              |
| 1980 | Red Lobster Racing     | BMW M1              | Kenper Miller  | Derek Bell          | Rang 25     |              |
| 1981 | Red Lobster Racing     | BMW M1              | Kenper Miller  |                     | Rang 23     |              |
| 1982 | Red Lobster Racing     | March 82G           | Kenper Miller  |                     | Ausfall     | Motorschaden |
| 1983 | Red Lobster Racing     | March 82G           | Kenper Miller  | Mauricio de Narváez | Ausfall     | Unfall       |
| 1984 | Red Lobster Racing     | March 82G           | Kenper Miller  |                     | Ausfall     | Aufhängung   |
| 1985 | de Narváez Enterprises | Porsche 935J        | Kenper Miller  | Mauricio de Narváez | Ausfall     | Motorschaden |
| 1986 | MSB Racing             | Argo JM19           | Kenper Miller  | Jim Fowells         | Ausfall     | Motorschaden |

### Einzelergebnisse in der Sportwagen-Weltmeisterschaft
| Saison | Team                             | Rennwagen                           | 1   | 2   | 3   | 4   | 5   | 6   | 7   | 8   | 9   | 10  | 11  | 12  | 13  | 14  | 15  | 16  | 17  |
| ------ | -------------------------------- | ----------------------------------- | --- | --- | --- | --- | --- | --- | --- | --- | --- | --- | --- | --- | --- | --- | --- | --- | --- |
| 1978   | Morrison                         | Porsche 911 Carrera RSR             | DAY | SEB | MUG | TAL | DIJ | SIL | NÜR | LEM | MIS | DAY | WAT | VAL | ROD |     |     |     |     |
| 1978   | Morrison                         | Porsche 911 Carrera RSR             | 36  | DNF |     | 4   |     |     |     |     |     |     |     |     |     |     |     |     |     |
| 1979   | Budweiser Racing Morrison KWM    | Porsche 911 Carrera RSR BMW 3.5 CSL | DAY | SEB | MUG | TAL | DIJ | RIV | SIL | NÜR | LEM | PER | DAY | WAT | SPA | BRH | ROA | VAL | ELS |
| 1979   | Budweiser Racing Morrison KWM    | Porsche 911 Carrera RSR BMW 3.5 CSL | 60  | 14  |     | 3   |     | 7   |     |     |     |     | DNF | 9   |     |     | DNF |     |     |
| 1980   | Deren Automotive Red Lobster     | BMW M1                              | DAY | BRH | SEB | MUG | MON | RIV | SIL | NÜR | LEM | DAY | WAT | SPA | MOS | ROA | VAL | DIJ |     |
| 1980   | Deren Automotive Red Lobster     | BMW M1                              | 47  |     | 25  |     |     | DNF | 10  |     |     |     |     |     |     | 6   |     |     |     |
| 1981   | Red Lobster Racing Buddy Brogden | BMW M1 Mazda MX-3                   | DAY | SEB | MUG | MON | RIV | SIL | NÜR | LEM | PER | DAY | WAT | SPA | MOS | ROA | BRH |     |     |
| 1981   | Red Lobster Racing Buddy Brogden | BMW M1 Mazda MX-3                   | DNF | 23  |     |     | 7   |     |     |     |     | 27  |     |     | 5   | DNF |     |     |     |
| 1982   | Akin Racing                      | Porsche 935                         | MON | SIL | NÜR | LEM | SPA | MUG | FUJ | BRH |     |     |     |     |     |     |     |     |     |
| 1982   | Akin Racing                      | Porsche 935                         | DNF |     |     |     |     |     |     |     |     |     |     |     |     |     |     |     |     |